# Vild med Mary
Vild med Mary (originaltitel: There's Something About Mary) er en amerikansk komediefilm fra 1998 instrueret og skrevet af brødrene Bob og Peter Farrelly og med Ben Stiller, Cameron Diaz og Matt Dillon i hovedrollerne.

## Medvirkende
- Ben Stiller
- Cameron Diaz
- Matt Dillon
- Chris Elliott
- Lee Evans
- Jeffrey Tambor
- Markie Post
- Keith David
- W. Earl Brown
- Sarah Silverman
- Richard Jenkins